# 清水さら
清水 さら（しみず さら、2009年11月12日 - ）は、日本の女子スノーボード選手。2024年江原道ユースオリンピック銀メダリスト。

## 経歴
滋賀県大津市出身。父の影響で4歳よりスノーボードを始める。
2021年の第39回JSBA全日本選手権大会・ハーフパイプ競技オープン女子の部で最年少優勝を果たし、プロライセンスを取得。
2023年の全日本選手権で2位。
2024年
2024年江原道ユースオリンピックでは女子ハーフパイプで銀メダル獲得。
全日本選手権で2位。
12月6日〜8日に行われたワールドカップ初戦（中国・シークレットガーデン）では初参戦で5位入賞。
12月18日〜20日に行われたワールドカップ第2戦（米国・コッパーマウンテン）で初優勝を果たした。